# 偽出馬令
偽出馬令是中國西漢時期的令。根據出土張家山漢墓竹簡的二年律令中的津關令記載，凡是馬出入津關、馬死、馬老而不可用、馬死而不可用等情況，皆要上報。其需要上報的資料包括馬職物（可供辨識的特徵）、牙齒、高度、馬的種類（如官馬、貿易馬、計獻馬、騎、輕車馬、吏乘、置轉馬等）。由縣道（西漢時道為與縣同等的行政單位，而道多置於邊境戰略要地，道的人口以非漢族人為主）官登記，再上報上級。

## 規管範圍
凡於上報過程中出虛假陳述，皆被視為觸犯偽出馬令，需要受到處分。

## 相關漢令
與偽出馬令相關的令，還有越塞令、馬價訛過平令（又名馬賈訛過平令）等。